# Temur Rakhimov
Temur Rakhimov (født 8. juli 1997) er en tadsjikisk judoka.
Han repræsenterede Tadsjikistan ved sommer-OL 2020 i Tokyo, hvor han blev elimineret i ottendedelsfinalen.
Under sommer-OL 2024 som blev afholdt i Paris, tog han bronze.